# Tofilau Eti Alesana
Tofilau Eti Alesana, nacido Aualamalefalelima Alesana (Vaitogi, 4 de junio de 1924-Apia, 19 de marzo de 1999), fue un político samoano, que se desempeñó como primer ministro de Samoa.

## Biografía
Nació en Vaitogi (Tutuila, Samoa Americana), hijo de padres samoanos de clase alta: el Reverendo James Alesana Fai'ivae y Vaoita Iosefa Mala'itai. A la edad de 24 años, se convirtió en jefe de clan.
En 1957 fue elegido para el consejo legislativo, y en 1958 fue nombrado ministro de Salud. Ayudó a redactar la constitución tras la independencia de Samoa Occidental, y a formar el Partido para la Protección de los Derechos Humanos, que llegó al poder en 1982. Alesana fue primer ministro por primera vez desde 1982 hasta 1985, cuando fue depuesto por el Parlamento con la ayuda de miembros descontentos de su propio partido. Recuperó el control del partido en 1988 y se convirtió nuevamente en primer ministro. Alesana llevó al partido a un control casi completo del país, con más de 2/3 de la mayoría en el Parlamento.  En 1997, su gobierno cambió el nombre oficial del país de Samoa Occidental a Estado Independiente de Samoa.
El 6 de julio de 1994, fue nombrado compañero honorario de la Orden de Australia.
Su hijo, Va'aelua Eti Alesana (f. 2011) presidió el partido Tautua Samoa.